# Coelogyne nitida
Coelogyne nitida (Wall. ex D.Don) Lindl., 1824 è una pianta della famiglia delle orchidacee originaria del Sud-est asiatico.

## Descrizione
È un'orchidea di medie dimensioni a crescita epifita e talvolta litofita. Presenta pseudobulbi lunghi 7-10 centimetri, di forma da ovoidale a oblunga, solcati che portano al loro apice due foglie picciolate, di forma strettamente ellittico-lanceolata ad apice acuto, scanalate, recanti otto nervature. La fioritura avviene in primavera mediante un'infiorescenza racemosa, derivante dalla base di uno pseudobulbo di nuova formazione, da eretta a pendente, lunga mediamente 30 centimetri, portante da tre fino a otto fiori. Questi sono grandi in media 4 centimetri, si aprono contemporaneamente, sono profumati, di colore bianco candido nei petali e nei sepali, mentre il labello è di forma trilobata, con i lobi laterali rialzati e presenta curiose macchie di colore giallo carico bordate di arancione.

## Distribuzione e habitat
Pianta originaria dell'Asia del sudest, in particolare di Nepal, Bhutan, Birmania, nord-est dell'India, Bangladesh, Cina (stato di Yunnan), Thailandia e Laos, dove cresce epifita sugli alberi della foresta montana e talvolta litofita su rocce coperte di muschio, ad altitudini comprese tra 1300 e 2600 metri sul livello del mare.

## Coltivazione
Queste piante sono meglio coltivate in vaso, in terreno di media consistenza e ben drenato, come le cortecce d'abete. Richiedono una posizione luminosa, però in ombra, temendo la piena luce del sole, con temperature fresche, da incrementare durante la fioritura, quando deve essere anche garantita una buona dose di umidità..